# 科里·加德納
科里·斯科特·加德納（1974年8月22日—），是美国一位共和黨籍的政治人物，曾任科羅拉多州聯邦參議員和聯邦眾議員，以及科罗拉多州众议院議員。
加德納在2014年3月宣布競逐聯邦參議員席位，並迅速通過共和黨初選。他在11月的選舉中擊敗前任民主黨籍參議員馬克·尤德爾當選該州參議員。

## 外部連結
- 科里·加德納 （页面存档备份，存于）參議院官方網站
- 科里·加德納官方網站 （页面存档备份，存于）
- 中的“Cory Gardner”
- C-SPAN內的頁面（英文）
- Background and collected news at The Washington Post
- 美國國會國家人物傳記大辭典中的傳記
- 由華盛頓郵報維護的投票記錄
- 智慧投票计划中的傳記、投票紀錄及利益集團評級
- Congressional profile at GovTrack
- Congressional profile at OpenCongress
- Issue positions and quotes at On the Issues
- Financial information at OpenSecrets.org
- Staff salaries, trips and personal finance at LegiStorm.com
- 聯邦選舉委員會中的競選財務報告和數據
- Campaign contributions at the National Institute for Money in State Politics
- Appearances on C-SPAN programs
- 網路電影資料庫上的亮相頁面
- Profile at Ballotpedia

}
| 美国众议院           | 美国众议院                                                  | 美国众议院             |
| -------------------- | ----------------------------------------------------------- | ---------------------- |
| 前任者： 貝特西·馬基 | 科羅拉多州第四國會選區 眾議院議員 2011年－2015年            | 繼任者： 肯·巴克       |
| 政党职务             |                                                             |                        |
| 前任者： 鮑伯·謝弗   | 美國參議員科羅拉多州共和黨被提名人 （第2類） 2014年，2020年 | 最新的                 |
| 前任者： 羅傑·威克   | 共和黨參議院全國委員會主席 2017年－2019年                   | 繼任者： 托德·揚       |
| 美国参议院           |                                                             |                        |
| 前任者： 马克·尤德尔 | 科羅拉多州第2類參議員 2015年－2021年 與麥克·班尼同時在任    | 繼任者： 约翰·希肯卢珀 |